# Torridge
Torridge è un distretto locale del Devon, Inghilterra, Regno Unito, con sede a Barnstaple.
Il distretto, che prende il nome dal fiume Torridge, fu creato con il Local Government Act 1972, il 1º aprile, 1974 dalla fusione dei municipal borough di Bideford e Great Torrington con il Distretto urbano di Northam, il Distretto rurale di Bideford, il Distretto rurale di Holsworthy e il Distretto rurale di Torrington.
Il distretto comprende l'isola di Lundy.

## Parrocchie civili
- Abbots Bickington
- Abbotsham
- Alverdiscott
- Alwington
- Ashreigney
- Ashwater
- Beaford
- Bideford
- Black Torrington
- Bradford
- Bradworthy
- Bridgerule
- Broadwoodwidger
- Buckland Brewer
- Buckland Filleigh
- Bulkworthy
- Clawton
- Clovelly
- Cookbury
- Dolton
- Dowland
- East Putford
- Frithelstock
- Great Torrington
- Halwill
- Hartland
- High Bickington
- Hollacombe
- Holsworthy
- Holsworthy Hamlets
- Huish
- Huntshaw
- Landcross
- Langtree
- Littleham
- Little Torrington
- Luffincott
- Merton
- Milton Damerel
- Monkleigh
- Newton St. Petrock
- Northam
- Northcott
- Pancrasweek
- Parkham
- Peters Marland
- Petrockstow
- Pyworthy
- Roborough
- St. Giles in the Wood
- St. Giles on the Heath
- Shebbear
- Sheepwash
- Sutcombe
- Tetcott
- Thornbury
- Virginstow
- Weare Giffard
- Welcombe
- West Putford
- Winkleigh
- Woolfardisworthy
- Yarnscombe

L'isola di Lundy non fa parte di nessuna parrocchia.